# The Emphatic Diaglott
The Emphatic Diaglott – bilingwiczny grecko-angielski przekład Nowego Testamentu, opracowany przez tłumacza Biblii Benjamina Wilsona (Anglika z pochodzenia, zamieszkałego w amerykańskim stanie Illinois). Dzieło swoje ukończył w 1864 roku w mieście Geneva w Stanach Zjednoczonych i w tym samym roku zostało po raz pierwszy wydane. 

## Opis przekładu
Benjamin Wilson zamieścił w tym przekładzie tekst grecki Johanna J. Griesbacha (wydanie z lat 1796–1806) oraz międzywierszowy dosłowny przekład na język angielski, a w prawej szpalcie własne tłumaczenie; wyróżnił w nim wyrazy, na które należy położyć większy nacisk.
W przekładzie 18 razy występuje imię Boże w formie „Jehovah” (pl. Jehowa).
Towarzystwo Strażnica w 1902 roku nabyło od koncernu wydawniczego Flower and Wells formy drukowe wraz z prawem do wydawania i dystrybucji tego przekładu. Kiedy rozprowadzono wydrukowane już egzemplarze, następny nakład udostępniono w 1903 r. W grudniu 1926 r. wydano go po raz drugi (tym razem druk odbywał się we własnej drukarni w Biurze Głównym). Do roku 1993 wydrukowano 427 924 egzemplarze tej Biblii.